# 米朱爾峰

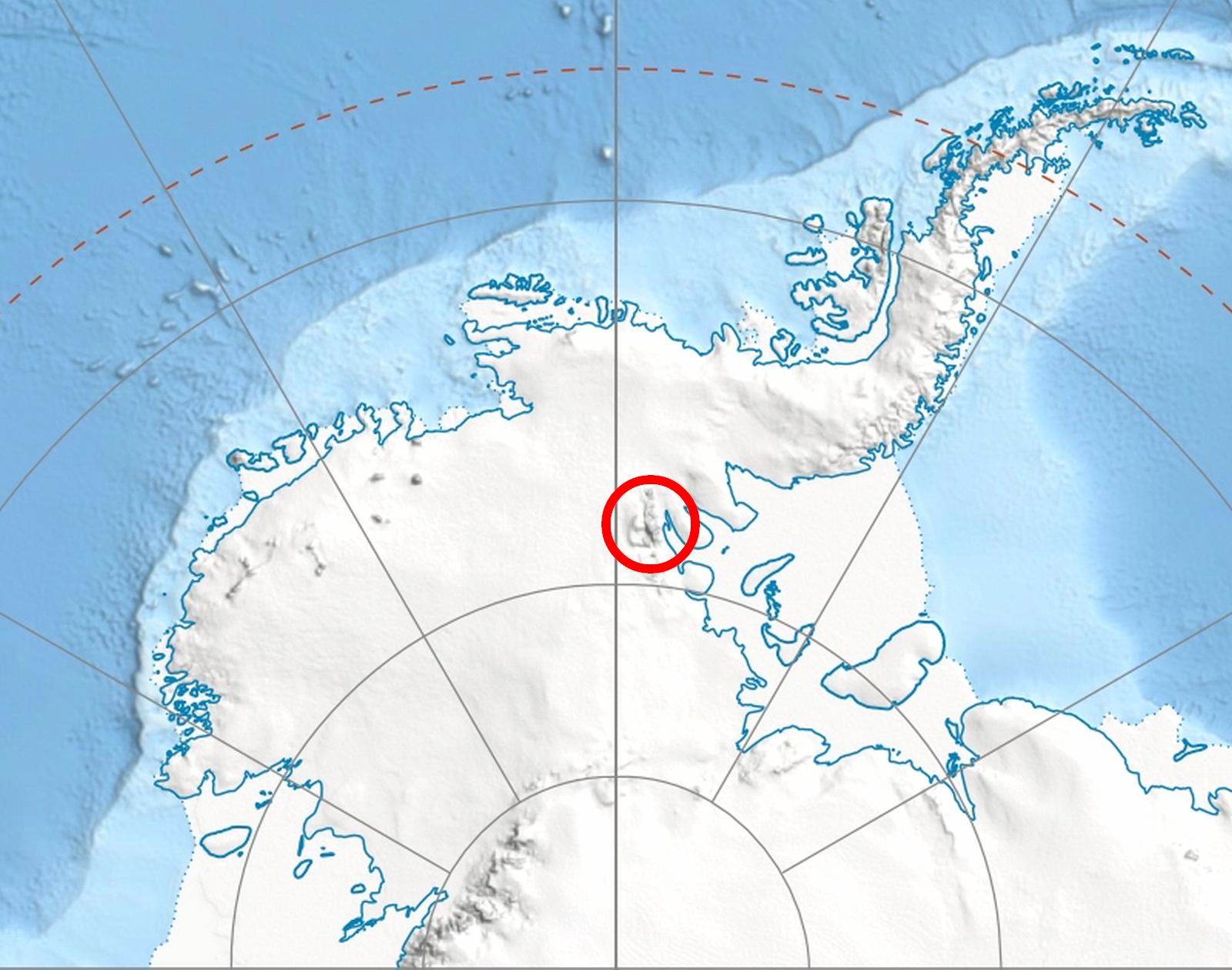

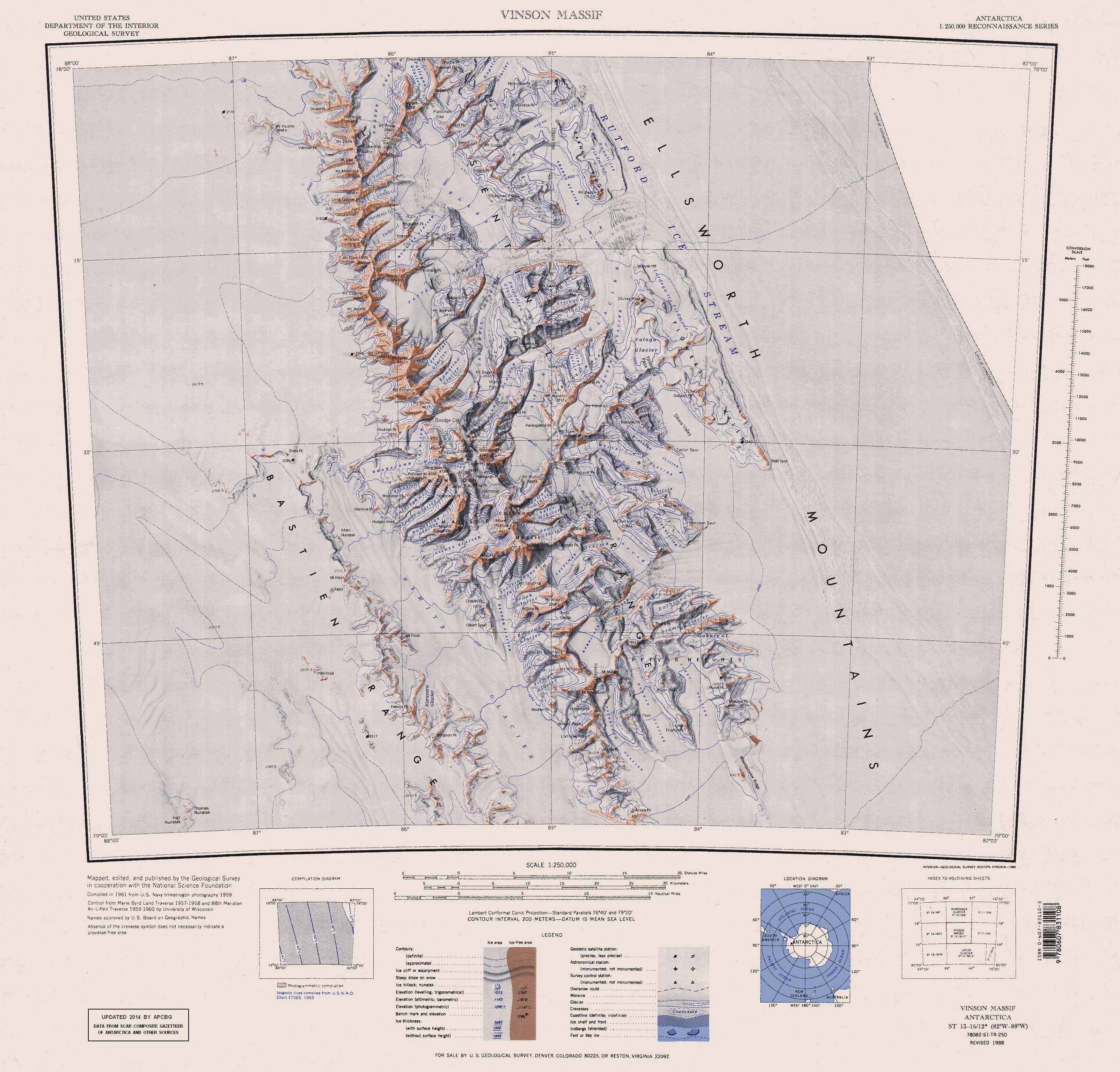

米朱爾峰（英語：Midzhur Peak），是南極洲的山峰，位於埃爾斯沃思地，處於本森山東北面3.15公里，屬於埃爾斯沃思山脈中森蒂納爾嶺的一部分，海拔高度1,500米，現時由南極條約體系管理。